# Jason Drucker
Jason Ian Drucker (Hollywood, 20 settembre 2005) è un attore statunitense.

## Biografia
Nato a Hollywood da genitori di origini ebraiche. 
È noto per aver recitato il ruolo di Greg Heffley in Diario di una schiappa - Portatemi a casa! e Tommy Miller nella serie TV Emma una strega da favola.

## Filmografia

### Cinema
- Barely Lethal - 16 anni e spia (Barely Lethal), regia di Kyle Newman (2015)
- Diario di una schiappa - Portatemi a casa! (Diary of a Wimpy Kid: The Long Haul), regia di David Bowers (2017)
- Bumblebee, regia di Travis Knight (2018)[4]

### Televisione
- Every Witch Way: Spellbound, regia di Clayton Boen e María Eugenia Perera – film TV (2014)
- Emma una strega da favola (Every Witch Way) – serie TV, 50 episodi (2014-2015)
- Chicago Fire – serie TV, episodio 5x22 (2017)

### Doppiaggio
- Schroeder in Corri più che puoi Charlie Brown (ridoppiaggio 2022)

## Doppiatori italiani
Nelle versioni in italiano delle opere in cui ha recitato, Jason Drucker è stato doppiato da:
- Paola Majano in  Emma una strega da favola
- Giulio Bartolomei in Diario di una schiappa - Portatemi a casa!
- Luca Tesei in Bumblebee

Da doppiatore è sostituito da:
- Nanni Baldini in Corri più che puoi Charlie Brown